# Hans Teusen
Hans Teusen (* 26. Juli 1917 in Salz; † 11. Februar 2011 in Bad Neuenahr) war ein deutscher Offizier, zuletzt Generalmajor des Heeres der Bundeswehr.

## Militärische Laufbahn
Hans Teusen erhielt im Zweiten Weltkrieg als Leutnant und Zugführer der 6. Kompanie des Fallschirm-Jäger-Regiments 2 in Griechenland im Zuge der Luftlandeschlacht um Kreta am 14. Juni 1941 das Ritterkreuz des Eisernen Kreuzes verliehen. Anfang 1945 war er als Major Erster Generalstabsoffizier beim Kommandierenden General der Ausbildungs- und Ersatztruppen der 1. Fallschirm-Armee.
Hans Teusen gehörte von 1956 bis 1977 der Bundeswehr an. Er übernahm als Oberst im April 1965 das Kommando über die Luftlandebrigade 25 „Schwarzwald“, die er bis September 1969 führte. Danach war er Kommandeur der Heeresoffizierschule III in München. Vom 1. Oktober 1971 bis 30. September 1973 war er Kommandeur der 12. Panzerdivision. Von 1973 bis 1977 war er Stellvertreter der Abteilung Personal im Bundesministerium der Verteidigung in Bonn.

## Ehrungen
- Eisernes Kreuz (1939) II. und I. Klasse
- Ritterkreuz des Eisernen Kreuzes am 14. Juni 1941[1]
- Deutsches Kreuz in Gold am 10. September 1944[1]
- Bundesverdienstkreuz 1. Klasse 1970
- Großes Verdienstkreuz des Verdienstordens der Bundesrepublik Deutschland 1977